# Linie spektralne

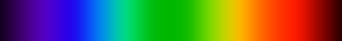
Widmo ciągłe

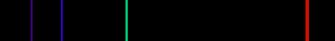
Linie emisyjne

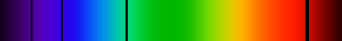
Linie absorpcyjne

Linia spektralna – ciemna lub jasna linia w jednolitym, ciągłym widmie, powstającą wskutek nadmiaru lub deficytu fotonów (w porównaniu z pobliskimi częstotliwościami) w wąskim zakresie częstotliwości.
Linie spektralne są wynikiem oddziaływania pomiędzy układem kwantowym (zazwyczaj atomy, ale czasami też molekuły i jądra atomowe) i fotonami. Kiedy foton ma dokładnie taką energię, by zmienić energetyczny stan układu (w przypadku atomu jest to zazwyczaj zmiana orbity przez elektron), zostaje zaabsorbowany. Wzbudzony pochłonięciem energii układ może wyemitować foton. Emitowany (re-emitowany) foton może mieć taką samą częstotliwość lub może być ona inna. Układ może być też wzbudzony poprzez dostarczenie energii w wyniku zderzeń elementów układu (np. atomów).
Gdy światło przechodzi przez niepobudzony układ (np. chłodny gaz), w zależności od geometrii gazu, źródła fotonów i obserwatora w obserwowanym widmie można zaobserwować linie emisyjne lub linie absorpcyjne. Jeżeli gaz znajduje się pomiędzy źródłem fotonów i obserwatorem, w wyniku pochłaniania zostanie zaobserwowany spadek w natężeniu światła w częstotliwościach, w których fotony mogą być pochłaniane, jako że re-emitowane fotony będą poruszały się w innych kierunkach niż pierwotne fotony ze źródła. Wtedy powstanie linia absorpcyjna. Jeśli obserwator patrzy na taki gaz, ale bez widzenia źródła fotonów, zobaczy on tylko re-emitowane fotony w wąskim paśmie częstotliwości, i wtedy zaobserwuje linie emisyjne.
W klasycznym eksperymencie Newtona, kiedy światło jest przepuszczane przez szczelinę, a potem przez pryzmat, z powodu zależności współczynnik załamania od długości fali (zjawisko nazywane dyspersją w szkle), każda z długości fali jest załamywana w innym kierunku i pierwotne światło rozbija się we wstęgę tęczy. W wyniku tego powstaje oddzielny obraz szczeliny dla każdej długości fali. Kiedy jest badane światło pochodzące od płomienia, zamiast pełnej gamy kolorów otrzymuje się wąskie linie, gdzie każdy z kolorów jest wyodrębniony – są to linie emisyjne. Każdy pierwiastek ma swój specyficzny zestaw linii i stąd narodziła się dziedzina zwana spektroskopią. Wiele pierwiastków zostało wpierw odkrytych dzięki swoim charakterystycznym liniom emisyjnym: hel, tal, cer itd.
Powód dla którego pierwiastki mają ściśle określony zestaw linii, został po raz pierwszy wytłumaczony przez model atomu Bohra. Kiedy elektrony zmieniają swoją orbitę na mniej energetyczną, różnica energii jest wysyłana jako foton o dokładnie określonej częstotliwości. Dla prostych źródeł światła, stany energetyczne są ściśle określone, jak i częstotliwości obserwowanego światła.

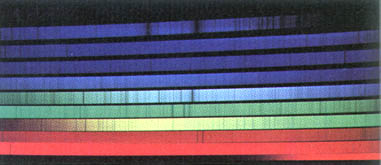
Linie Fraunhofera

Linie absorpcyjne i emisyjne są zależne od rodzaju atomów wytwarzających je i dlatego mogą być łatwo użyte do badania składu chemicznego dowolnej substancji zdolnej do przepuszczania przez siebie światło. W ten sam sposób można badać skład chemiczny gwiazd i innych ciał niebieskich. Linie spektralne są także silnie zależne od fizycznych własności gazu, co również jest wykorzystywane w astronomii. Pionierem takich badań był Joseph von Fraunhofer, od jego nazwiska linie absorpcyjne nazywane bywają liniami Fraunhofera.
Istnieją także inne mechanizmy, kiedy oddziaływanie atomu z fotonem może wytworzyć linię spektralną. W zależności od określonego, fizycznego oddziaływania częstotliwość zaangażowanych fotonów będzie się szeroko wahać i linia będzie obserwowana przez całe widmo, od fal radiowych do promieniowania gamma.
Linia rozszerza się na pewien zakres częstotliwości, zamiast pojawić się tylko dla jednej, konkretnej. Powody tego poszerzania są różne:
- Naturalne poszerzenie: przede wszystkim łączy przebywanie w stanie wzbudzonym z dokładną energią, tak że ten sam stan wzbudzony będzie się nieznacznie różnił energetycznie dla różnych atomów.
- Poszerzenie dopplerowskie: Atomy będą miały różne prędkości, więc będą widziały fotony przesunięte w czerwoną lub niebieską stronę widma, absorbując fotony o różnych energiach z punktu widzenia obserwatora. Im wyższa temperatura gazu, tym większe są różnice w prędkościach i większe poszerzenie linii.
- Poszerzenie wskutek ciśnienia: Oddziaływanie z innymi atomami przesuwa energię poziomów energetycznych, które są odpowiedzialne za powstawanie linii. Efekt zależy od gęstości gazu.